# Brita Edfelt
Brita Elisabet Ester Edfelt, född Silfversparre den 15 augusti 1908 i Helsingborg, död den 27 november 2006 i Stockholm, var en svensk översättare. Hon översatte från tyska och (i mindre utsträckning) från engelska och norska.
Hon var dotter till agronomen Oscar och Ester Silfversparre; författaren Birger Sjöberg tillhörde familjens umgängeskrets under hennes uppväxt på gården Gustafslund. På 1930-talet studerade hon under några år engelska vid Columbia University i New York. Från tidigt 1950-tal och fram till mitten av 1990-talet var hon verksam som översättare och kom att översätta såväl tyska klassiker som en rad av 1900-talets främsta tyskspråkiga författare, Bertolt Brecht, Gabriele Wohmann, Hermann Hesse och inte minst Siegfried Lenz som hon översatte nio böcker av.
Hon var också fackligt engagerad, först som Svenska Översättarförbundets första sekreterare vid bildandet 1954 och efter sammanslagningen med Sveriges författareförening 1971 som sekreterare i Översättarsektionen inom Sveriges Författarförbund.
Hon gifte sig 1938 med författaren och Svenska Akademien-ledamoten Johannes Edfelt.

## Översättningar (urval)
- Eduard von Keyserling: Beate och Mareile (Beate und Mareile) (Tiden, 1951)
- Franz Werfel: Småborgarens död ; En dåres hädelse (Der Tod des Kleinbürgers och Blasphemie eines Irren) (Tiden, 1954)
- Bertolt Brecht: Två skådespel: Mor Courage, Den kaukasiska kritcirkeln (Mutter Courage und ihre Kinder och Der kaukasische Kreidekreis) (översatt tillsammans med Johannes Edfelt) (LT, 1955)
- Hans Carossa: Rumänsk dagbok (Rumänisches Tagebuch) (översatt tillsammans med Karin Hybinette) (Tiden, 1961)
- Heinrich Heine: Tankar och hugskott (Piccolo, 1965)
- Siegfried Lenz: Förebilden (Das Vorbild) (Norstedt, 1975)
- Bertolt Brecht: Om teater (texter i urval av Leif Zern) (PAN/Norstedt, 1975)
- Elias Canetti: Rösterna i Marrakesh: anteckningar efter en resa (Die Stimmen von Marrakesch) (Forum, 1982)
- Veza Canetti: Gula gatan (Die Gelbe Strasse) (Forum, 1994)

## Priser
- Sveriges Författarfonds premium till personer för belöning av litterär förtjänst 1968, 1979
- Stiftelsen Natur & Kulturs översättarpris 1987